# 선 오브 비스트
선 오브 비스트(영어: Son of Beast→야수의 아들)는 미국 오하이오주 메이슨의 놀이공원 킹스 아일랜드에 있던 우든 롤러코스터였다. 1979년에 개장한 〈더 비스트〉의 후속작으로 건설되어, 2000년 5월 26일에 개장했다. 개장 당시엔 가장 높고, 360도 회전 구간이 있는 우든 롤러코스터로서 인기를 끌었으나, 반복된 사고 끝에 2009년 6월 16일에 폐장한 후, 2012년 7월 27일에 철거됐다. 철거 이후 선 오브 비스트의 자리엔 철제 인버티드 코스터 〈밴시〉가 건설됐다.

## 사고
2006년 7월 9일 오후, 선로를 달리던 열차가 심하게 요동쳐 승객들이 통증을 호소한 사고가 발생했다. 당시 부상자는 27명이었고 생명은 지장이 없으나, 다음날 점검 결과 목제 구조물의 균열로 트랙에 이상이 생겨 사고가 난 것으로 판명됐다. 킹스 아일랜드 측은 놀이기구 수리를 완료했으나, 선 오브 비스트는 2007년까지 재개장되지 못했다.
2007년은 차량을 가벼운 것으로 교체했으나, 교체한 차량이 루프 구간을 통과하지 못한 문제가 발생하여 루프를 제거했다. 그러나 2009년 6월 16일 한 여성 탑승객에게 뇌출혈이 발생하여 선 오브 비스트는 폐장했고, 2012년 7월 27일에 철거됐다.

## 사진

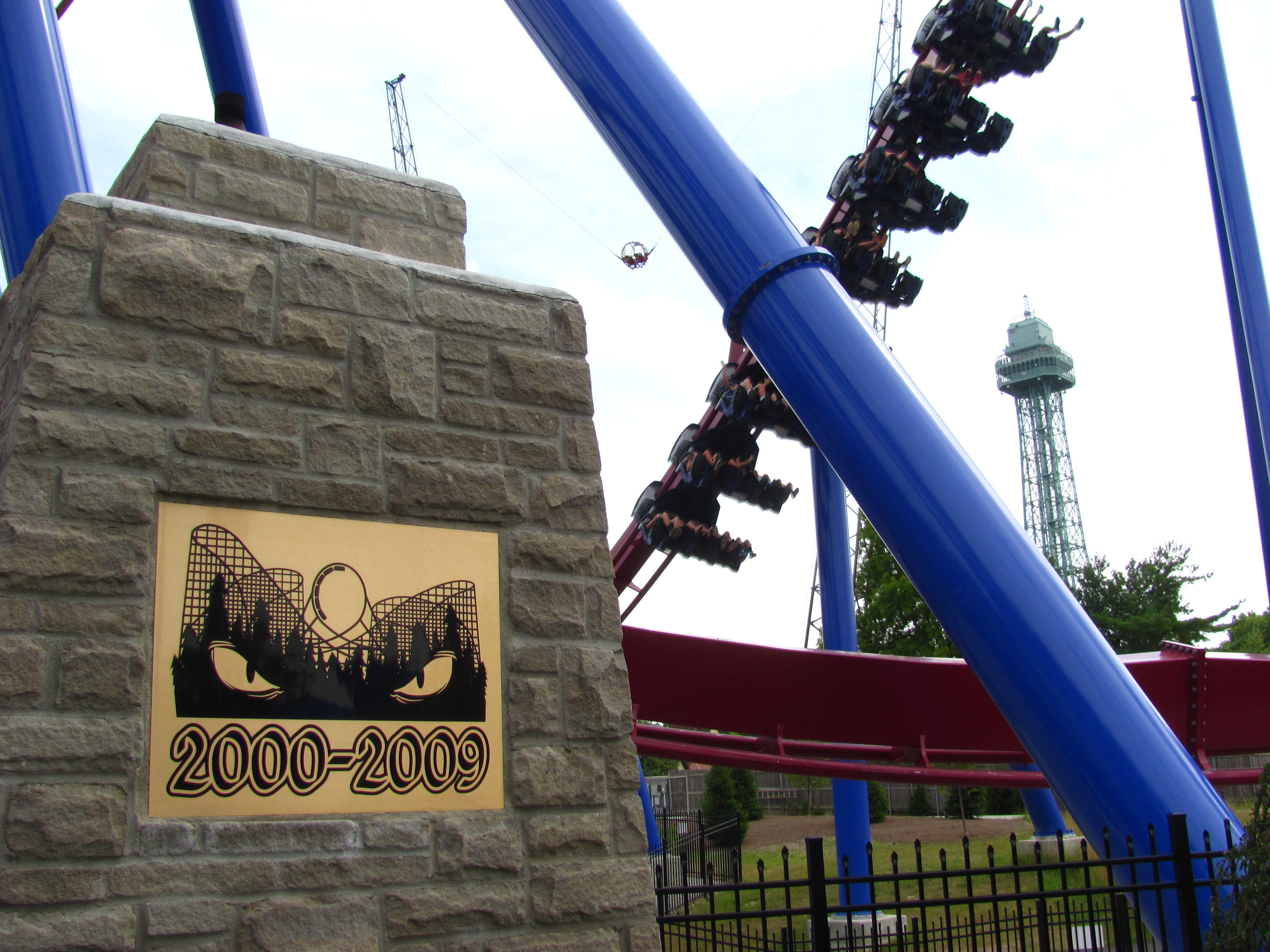
선 오브 비스트의 묘석

## 같이 보기
- 더 비스트 (롤러코스터)